# دون هيلي
دون هيلي (بالإنجليزية: Don Healy)‏ هو لاعب كرة قدم أمريكية أمريكي، ولد في 28 أغسطس 1936 في رومي في الولايات المتحدة.

## وصلات خارجية
- دون هيلي على موقع مرجع كرة القدم المحترفة.كوم (الإنجليزية)